# Maury (rivière)
Pour les articles homonymes, voir Maury.
Le Maury est une rivière française du département Pyrénées-Orientales de la région Occitanie et un affluent de l'Agly.

## Géographie
D'une longueur de 18,6 kilomètres, le Maury prend sa source sur la commune de Saint-Paul-de-Fenouillet à l'altitude 285 mètres, au lieu-dit la Garrigue.
Il coule globalement de l'ouest vers l'est, en descendant légèrement vers le sud.
Il conflue avec l'Agly sur la commune de Estagel, à l'altitude 72 mètres, près des lieux-dits Le Pal et Le Gué et en dessous des Monts d'Estagel.

### Communes et cantons traversés
Dans le seul département des Pyrénées-Orientales, le Maury traverse quatre communes et deux cantons :
- dans le sens amont vers aval : Saint-Paul-de-Fenouillet (source), Maury, Tautavel, Estagel (confluence).

Soit en termes de cantons, le Maury prend source dans le canton de Saint-Paul-de-Fenouillet, et conflue dans le canton de Latour-de-France.

### Bassin versant
Sur les quatre communes du bassin versant, il y a 5 660 habitants sur 153 km2 de superficie pour une densité de 37 hab/km2 à 154 m d'altitude moyenne.

## Affluents
Le Maury a quatre affluents référencés :
- le ruisseau de la Font d'en Pinou (rg) 3,2 km, sur la seule commune de Saint-Paul-de-Fenouillet avec un affluent :
  - le ruisseau del Four (rd) 4,3 km sur les deux communes de Saint-Paul-de-Fenouillet et Soulatge avec lui aussi un affluent :
    - le rec de Coumo Longuo (rd) 1,4 km sur la seule commune de Saint-Paul-de-Fenouillet.
- le rec des Maillols (rg) 4,7 km, sur les deux communes de Maury et Saint-Paul-de-Fenouillet.
- le ruisseau du Prat (rg) 2 km, sur la seule commune de Maury.
- le ruisseau de la Devèze (rg) 6,2 km, sur la seule commune de Tautavel avec un affluent :
  - le ruisseau du Traou de l'Ouille (rd) 5,7 km sur les deux communes de Maury et Tautavel.

Donc son rang de Strahler est de quatre.